# Вільям Боїнг
Ві́льям Е́двард Бо́їнг (англ. William Edward Boeing; нар. 1 жовтня 1881, Детройт, штат Мічиган, США — пом. 28 вересня 1956) — американський літакобудівник, засновник американської авіабудівельної компанії «Boeing» (англ. «The Boeing Company»).

## Життєпис
Вільям Боїнг народився 1 жовтня 1881 у Детройті, Мічиган, в забезпеченій сім'ї лісопромисловця. Його батько — Вільгельм Боїнг, емігрував із заможної сім'ї з Німеччини у 1868 році. Вільгельм не отримав жодної підтримки від своїх батьків і повністю покладався на свої сили у США. Батько Вільяма Боїнга помер у 1890 році від грипу. Молодший Боїнг навчався у Швейцарії у містечку Веве, а згодом в Єльському університеті у США, але не отримав диплома, тому що покинув навчання, щоби активно почати працювати у сфері ліспрому. Тому у 1903 він переїхав до Сіетла, Вашингтон, і спочатку, як і його батько, займався деревообробним бізнесом. У 1910 він захопився авіабудуванням і взяв участь у першій американській авіаційній виставці, що відбулася у Лос-Анджелесі, Каліфорнія.

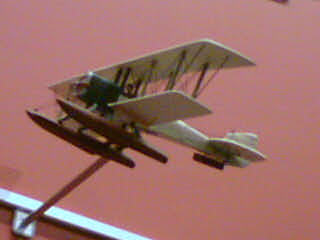
Модель B&W у «Future of Flight Museum»

Боїнг підняв у повітря свій перший літак у 1915 році. У 1916 Боїнг зі своїм другом розробив гідролітак B&W. Пізніше, у тому ж році вони організували «Пасіфік Аеро Продактс Компані» (англ. «The Pacific Aero Products Company») для виробництва своїх літаків. Компанія поміняла свою назву на «Боїнг» (англ. «The Boeing Company») у 1917 році. В останні роки життя Боїнг був президентом компанії, а потім і головою ради директорів. 1917 року корпорація «Boeing» налічувала 28 штатних співробітників — пілотів, інженерів-конструкторів, теслярів і швачок.
1929 року корпорація, знову змінила назву — цього разу на United Aircraft and Transportation Corporation, перетворилася на провідну авіабудівну фірму в США. Понад 800 осіб працювали на її головному заводі в Сіетлі, а також на підприємствах в Канзасі.